# Фаунтън (окръг, Индиана)
Окръг Фаунтън (на английски: Fountain County) е окръг в щата Индиана, Съединени американски щати. Площта му е 1031 km², а населението е 16 479 души (1 април 2020). Административен център е град Ковингтън.